# Aeropuerto Internacional Mariscal Sucre (1960)

i7
i11
i13
Der Aeropuerto Internacional Mariscal Sucre war bis im Jahr 2013 der internationale Verkehrsflughafen der ecuadorianischen Hauptstadt Quito. Er wurde nach dem Nationalhelden Antonio José de Sucre benannt und verfügte über ein Terminal und eine Start- und Landebahn. Am 19. Februar 2013 wurde er für den Flugbetrieb geschlossen. Einen Tag später wurde im Osten Quitos der neue Aeropuerto Internacional Mariscal Sucre (2013) eröffnet, der neben einer modernen Infrastruktur und einer günstigeren Lage für sicherere Anflüge auch Kapazitätsreserven bietet.
Das Gelände befindet sich im Norden der Stadt, nur wenige Minuten vom Finanzzentrum Quitos entfernt und von dichter Bebauung umgeben. Wegen seiner Lage und weiterer Bedingungen wie seiner abschüssigen Landebahn galt er als einer der am schwierigsten anzufliegenden Flughäfen weltweit.
Inzwischen sind die Installationen am Flughafen demoliert und abgebaut. Nur der alte Kontrollturm steht noch. Auf dem Gelände ist der Parque Bicentenario entstanden, eine weitläufige Parkanlage mit 136,6 Hektaren für die Bewohner der Stadt. Die Parkplaner kreierten Seen, Wiesen und Wälder, Gemüse- und Obstgärten, Spielplätze, Basketballplätze und Radwege, ein Aquarium, ein Tagungszentrum, ein Unigebäude und ein Zentrum für die zweihundertjährige Geschichte der Stadt.

## Verkehrszahlen
Passagiere
| Jahr | Passagiere (Gesamt) | Passagiere National | Anstieg in % (Passagiere National) | Passagiere International | Anstieg in % (Passagiere International) |
| ---- | ------------------- | ------------------- | ---------------------------------- | ------------------------ | --------------------------------------- |
| 2006 | 3.829.000           | 2.465.000           |                                    | 1.364.000                |                                         |
| 2007 | 4.250.000           | 2.715.000           | 10,1                               | 1.535.000                | 12,5                                    |
| 2008 | 4.552.000           | 2.976.000           | 9,6                                | 1.576.000                | 2,7                                     |

Fracht
| Jahr | Fracht (Gesamt) | Import | Anstieg in % (Import) | Export  | Anstieg in % (Export) |
| ---- | --------------- | ------ | --------------------- | ------- | --------------------- |
| 2006 | 139.000         | 29.000 |                       | 110.000 |                       |
| 2007 | 150.000         | 30.000 | 2,87                  | 120.000 | 9,09                  |
| 2008 | 140.000         | 30.000 | 2,02                  | 110.000 | - 8,54                |

Flugbewegungen
| Jahr | Flugbewegungen (Gesamt) | Flugbewegungen National | Anstieg in % (Flugbewegungen National) | Flugbewegungen International | Anstieg in % (Flugbewegungen International) | Flugbewegungen Fracht | Anstieg in % (Flugbewegungen Fracht) |
| ---- | ----------------------- | ----------------------- | -------------------------------------- | ---------------------------- | ------------------------------------------- | --------------------- | ------------------------------------ |
| 2006 | 70.000                  | 49.000                  |                                        | 16.000                       |                                             | 5.000                 |                                      |
| 2007 | 70.000                  | 47.000                  | - 4,26                                 | 18.000                       | 8,90                                        | 5.000                 | - 0,33                               |
| 2008 | 69.000                  | 47.000                  | 1,13                                   | 17.000                       | - 1,87                                      | 5.000                 | - 9,89                               |

## Zwischenfälle
- Am 13. Mai 1949 verunglückte eine Curtiss C-46D-15-CU Commando der Transandina Ecuador (Luftfahrzeugkennzeichen HC-SIB) beim Start vom Aeropuerto Internacional Mariscal Sucre. Das Flugzeug wurde irreparabel beschädigt. Alle drei Besatzungsmitglieder, die einzigen Insassen, überlebten den Unfall.[3]

- Am 11. Juli 1960 flog eine Douglas DC-3/C-47E der United States Air Force (USAF) (45-1109), unterwegs im Auftrag der US-Mission, gegen den 4776 Meter hohen Vulkan Pichincha, 12 Kilometer westlich vom Flughafen Quito. Dabei wurden alle 18 Insassen getötet.[4]

- Am 27. Januar 1980 landete eine Boeing 720-059B der kolumbianischen Avianca (HK-725) auf dem Flughafen Quito mit einer um 20 Knoten zu hohen Geschwindigkeit und überrollte 70 Meter weit das Landebahnende. Dabei brach das Bugfahrwerk zusammen. Das Flugzeug wurde irreparabel beschädigt. Alle Insassen überlebten den Unfall.[5]

- Am 18. September 1984 startete eine kurz zuvor aus Miami angekommene DC-8-55F der AECA Aeroservicios Ecuatorianos (HC-BKN) vom Aeropuerto Internacional Mariscal Sucre  in Quito, um einen Frachtflug zum Flughafen Guayaquil durchzuführen. Beim Abheben gewann die Maschine kaum an Höhe, streifte die Konstruktion des Instrumentenlandesystems hinter der Rollbahn und stürzte in ein Wohngebiet. Am Boden wurden 20 Häuser zerstört und 49 Menschen getötet. Auch die vierköpfige Besatzung der Maschine kam ums Leben. Die Flugunfalluntersuchung ergab, dass vor dem Abflug die Checkliste nicht sauber abgearbeitet wurde, sodass das Flugzeug mit einer fehlerhaften Einstellung der Höhenflosse startete (siehe auch AECA-Flug 767-103).[6]